# Hertz
Hertz Global Holdings, Inc. (преди The Hertz Corporation), известна като Hertz, е американска компания за коли под наем, базирана в Естеро, Флорида. Компанията управлява едноименната си марка Hertz, заедно с марките Dollar Rent A Car, Firefly Car Rental и Thrifty Car Rental.
Това е една от трите големи холдингови компании за коли под наем в Съединените щати, притежаваща 36% пазарен дял, което я поставя пред Avis Budget Group и на второ място след Enterprise Holdings. Като една от най-големите компании за автомобили под наем в света по продажби, местоположения и размер на автопарка, Hertz оперира в 160 страни в Северна Америка, Европа, Латинска Америка, Африка, Азия, Австралия, Карибите, Близкия изток и Нова Зеландия.
Hertz е класирана на 326-то място в списъка на Fortune 500 за 2020 г. Компанията подава молба за банкрут на 22 май 2020 г., позовавайки се на рязък спад в приходите и бъдещите резервации, причинени от пандемията от COVID-19. Към 31 декември 2021 г. компанията има приходи от 7,3 милиарда долара, активи от 19,7 милиарда долара и 23 000 служители. От 1 юли 2021 г. компанията вече не е в несъстоятелност.
Автопаркът на Hertz се състои от превозни средства от различни производители, включително BYD, Mercedes, Infiniti, Cadillac, Land Rover, BMW, Porsche, Jaguar, Mazda, Volvo, Toyota, Jeep, Lincoln и много други. Към декември 2012 г. компанията има повече от 490 000 превозни средства в Съединените щати.

## История
През 1918 г. Уолтър Л. Джейкъбс започва да дава под наем ремонтирани употребявани автомобили модел Ford Model T. Компанията се разширява и до началото на 1920 г. има годишни продажби от 1 млн. щ.д. През 1923 г. Джейкъбс продава компанията на Джон Д. Херц, но остава в компанията. Джон Херц едновременно е президент на Yellow Cab Company и нейните дъщерни дружества Yellow Cab Manufacturing Company и Yellow Coach Manufacturing Company. Компанията скоро е наречена Hertz Drive-Ur-Self System и е придобита от General Motors през 1926 г. като част от придобиването на Yellow Cab/Coach. През 1953 г. Omnibus Corporation купува компанията; година по-късно компанията е преименувана на The Hertz Corporation и става публична. През 1953 г. нюйоркската компания за лизинг на камиони Metropolitan Distributors е придобита от Hertz. RCA придобива Hertz през 1967 г., като я прави своя дъщерна компания.
През 1970 г. е открит център за коли под наем на Оклахома Сити; услугите на Hertz вече са на разположение денонощно. През следващите години собствеността се променя многократно: през 1985 г. Hertz е закупена от United Airlines, а през 1987 г. е продадена на Park Ridge Corporation. Инвеститори в Park Ridge Corporation са част от управлението на Hertz и Ford Motor Company. Volvo North America Corporation също инвестира в Park Ridge през 1988 г.
Експанзията в Япония се осъществява през 1990 г. под формата на съвместно предприятие с Mazda, което управлява над 400 станции. През 1993 г. Park Ridge и Hertz се сливат, като името The Hertz Corporation се запазва. Hertz се търгува на фондовата борса от 1997 г. През същата година в Дъблин отваря врати европейски център за коли под наем.
През 2000 г. е открит вторият център за коли под наем в САЩ. На следващата година Ford закупува останалите 18,5% от акциите на Hertz. Това прави Hertz изцяло притежавано дъщерно дружество на Ford.
През септември 2005 г. е обявена продажбата на Hertz на група инвеститори (Clayton, Dubilier & Rice, The Carlyle Group и Merrill Lynch Global Private Equity) за 15 млрд. щ.д. Сделката е извършена на 22 декември 2005 г.
Hertz отново е листнат на фондовата борса от ноември 2006 г.
В края на април 2010 г. компанията майка Hertz Global Holdings постига споразумение за придобиване на конкурента Dollar Thrifty Automotive Group за около 2,3 млрд. щ.д., или 87,50 щ.д. на акция. Придобиването довежда до прибавяне на още 10 400 пункта за за коли под наем в примерно 150 страни. След придобиването на Dollar Thrifty Automotive Group, компанията продава Advantage Rent a Car. Ново дъщерно дружество Firefly е основано през 2013 г.
През февруари 2019 г. Hertz стартира оферта за хели ски в Швейцария заедно с Air Zermatt. Офертата включва, наред с други неща, наемане на луксозен SUV от Hertz за 24 часа и полет с хеликоптер на Air Zermatt от летище Рарон в кантона Вале до една от околните ски зони.
На 23 май 2020 г. американската компания майка подава молба за обявяване в несъстоятелност в резултат на спада в продажбите, причинени от пандемията COVID-19 в САЩ. Дъщерните дружества на Hertz Global Holdings в Съединените щати и Канада също подават молба за производство по несъстоятелност. Дъщерните дружества в Европа, Австралия и Нова Зеландия не са засегнати. На 30 юни 2021 г. производството по несъстоятелност на дружеството приключва успешно.
Към края на 2022 г. Hertz поръчва 100 000 коли Tesla за около 4,2 млрд. щ.д. Това е най-голямата единична поръчка от Tesla Inc. до момента. В началото на 2024 г. броят на електрическите автомобили на Hertz
е около 60 000.

## Системата Neverlost
През 90-те години Hertz разработва GPS навигационната система Neverlost и я използва в част от своите коли. Дори тогава има функции като LC дисплей, гласов изход и търсене на адрес. Neverlost по-късно е модифициран и пуснат на пазара като „GPS навигационна система Magellan Roadmate“ от Thales Group. През 2009 г. устройствата Magellan са заменени от по-лесни за използване устройства Garmin.